# Canoagem nos Jogos Olímpicos de Verão de 1984
A canoagem nos Jogos Olímpicos de Verão de 1984 foi realizada em Los Angeles, nos Estados Unidos, com doze eventos disputados. O K-4 feminino foi introduzido no programa olímpico durante estes Jogos.

## Eventos da canoagem
Masculino:

Velocidade:
 C-1 500 metros | C-1 1000 metros | C-2 500 metros | C-2 1000 metros | K-1 500 metros | K-1 1000 metros | K-2 500 metros | K-2 1000 metros | K-4 1000 metros
Feminino:

Velocidade:
 K-1 500 metros | K-2 500 metros | K-4 500 metros

## Masculino

### C-1 500 metros masculino
| Pos. | País            | Atletas          | Tempo   |
| ---- | --------------- | ---------------- | ------- |
|      | Canadá (CAN)    | Larry Cain       | 1m57.01 |
|      | Dinamarca (DEN) | Henning Jakobsen | 1m58.45 |
|      | Romênia (ROM)   | Costică Olaru    | 1m59.86 |

### C-1 1000 metros masculino
| Pos. | País                     | Atletas          | Tempo   |
| ---- | ------------------------ | ---------------- | ------- |
|      | Alemanha Ocidental (FRG) | Ulrich Eicke     | 4m06.32 |
|      | Canadá (CAN)             | Larry Cain       | 4m08.67 |
|      | Dinamarca (DEN)          | Henning Jakobsen | 4m09.51 |

### C-2 500 metros masculino
| Pos. | País             | Atletas                        | Tempo   |
| ---- | ---------------- | ------------------------------ | ------- |
|      | Iugoslávia (YUG) | Matija Ljubek Mirko Nišović    | 1m43.67 |
|      | Romênia (ROM)    | Ivan Patzaichin Toma Simionov  | 1m45.68 |
|      | Espanha (ESP)    | Enrique Míguez Narcisco Suárez | 1m47.71 |

### C-2 1000 metros masculino
| Pos. | País             | Atletas                       | Tempo   |
| ---- | ---------------- | ----------------------------- | ------- |
|      | Romênia (ROM)    | Ivan Potzaichin Toma Simionov | 3m40.60 |
|      | Iugoslávia (YUG) | Matija Ljubek Mirko Nišović   | 3m41.56 |
|      | França (FRA)     | Didier Hoyer Eric Renaud      | 3m48.01 |

### K-1 500 metros masculino
| Pos. | País                | Atletas          | Tempo   |
| ---- | ------------------- | ---------------- | ------- |
|      | Nova Zelândia (NZL) | Ian Ferguson     | 1m47.84 |
|      | Suécia (SWE)        | Lars-Erik Moberg | 1m48.18 |
|      | França (FRA)        | Bernard Brégeon  | 1m48.41 |

### K-1 1000 metros masculino
| Pos. | País                 | Atletas       | Tempo   |
| ---- | -------------------- | ------------- | ------- |
|      | Nova Zelândia (NZL)  | Alan Thompson | 3m45.73 |
|      | Iugoslávia (YUG)     | Milan Janić   | 3m46.88 |
|      | Estados Unidos (USA) | Greg Barton   | 3m47.38 |

### K-2 500 metros masculino
| Pos. | País                | Atletas                             | Tempo   |
| ---- | ------------------- | ----------------------------------- | ------- |
|      | Nova Zelândia (NZL) | Ian Ferguson Paul MacDonald         | 1m34.21 |
|      | Suécia (SWE)        | Per-Inge Bengtsson Lars-Erik Moberg | 1m35.26 |
|      | Canadá (CAN)        | Hugh Fisher Alwyn Morris            | 1m35.41 |

### K-2 1000 metros masculino
| Pos. | País            | Atletas                          | Tempo   |
| ---- | --------------- | -------------------------------- | ------- |
|      | Canadá (CAN)    | Hugh Fisher Alwyn Morris         | 3m24.22 |
|      | França (FRA)    | Bernard Brégeon Patrick Lefoulon | 3m25.97 |
|      | Austrália (AUS) | Barry Kelly Grant Kenny          | 3m26.80 |

### K-4 1000 metros masculino
| Pos. | País                | Atletas                                                            | Tempo   |
| ---- | ------------------- | ------------------------------------------------------------------ | ------- |
|      | Nova Zelândia (NZL) | Grant Bramwell Ian Ferguson Paul MacDonald Alan Thompson           | 3m02.28 |
|      | Suécia (SWE)        | Per-Inge Bengtsson Tommy Karls Lars-Erik Moberg Thomas Ohlsson     | 3m02.81 |
|      | França (FRA)        | François Barouh Philippe Boccara Pascal Boucherit Didier Vavasseur | 3m03.94 |

## Feminino

### K-1 500 metros feminino
| Pos. | País                     | Atletas            | Tempo   |
| ---- | ------------------------ | ------------------ | ------- |
|      | Suécia (SWE)             | Agneta Andersson   | 1m58.72 |
|      | Alemanha Ocidental (FRG) | Barbara Schüttpelz | 1m59.93 |
|      | Países Baixos (NED)      | Annemarie Derckx   | 2m00.11 |

### K-2 500 metros feminino
| Pos. | País                     | Atletas                        | Tempo   |
| ---- | ------------------------ | ------------------------------ | ------- |
|      | Suécia (SWE)             | Agneta Andersson Anna Olsson   | 1m45.25 |
|      | Canadá (CAN)             | Alexandra Barre Susan Holloway | 1m47.13 |
|      | Alemanha Ocidental (FRG) | Josefa Idem Barbara Schüttpelz | 1m47.32 |

### K-4 500 metros feminino
| Pos. | País          | Atletas                                                                  | Tempo   |
| ---- | ------------- | ------------------------------------------------------------------------ | ------- |
|      | Romênia (ROM) | Agafia Constantin Nastasia Nichitov-Ionescu Tecla Marinescu Maria Ştefan | 1m38.34 |
|      | Suécia (SWE)  | Agneta Andersson Anna Olsson Eva Karlsson Susanne Wiberg                 | 1m38.87 |
|      | Canadá (CAN)  | Alexandra Barre Lucie Guay Susan Holloway Barbara Olmstead               | 1m39.40 |

## Quadro de medalhas da canoagem
| Ordem | País                   | Medalha de ouro | Medalha de prata | Medalha de bronze | Total |
| ----- | ---------------------- | --------------- | ---------------- | ----------------- | ----- |
| 1     | NZL Nova Zelândia      | 4               | 0                | 0                 | 4     |
| 2     | SWE Suécia             | 2               | 4                | 0                 | 6     |
| 3     | CAN Canadá             | 2               | 2                | 2                 | 6     |
| 4     | ROM Romênia            | 2               | 1                | 1                 | 4     |
| 5     | YUG Iugoslávia         | 1               | 2                | 0                 | 3     |
| 6     | FRG Alemanha Ocidental | 1               | 1                | 1                 | 3     |
| 7     | FRA França             | 0               | 1                | 3                 | 4     |
| 8     | DEN Dinamarca          | 0               | 1                | 1                 | 2     |
| 9     | AUS Austrália          | 0               | 0                | 1                 | 1     |
| 9     | ESP Espanha            | 0               | 0                | 1                 | 1     |
| 9     | USA Estados Unidos     | 0               | 0                | 1                 | 1     |
| 9     | NED Países Baixos      | 0               | 0                | 1                 | 1     |